# Kaarlo Lappalainen
Kaarlo Kustaa „Kalle“ Lappalainen (* 30. September 1877 in Juankoski; † 9. Mai 1965) war ein finnischer Sportschütze.

## Erfolge
Kaarlo Lappalainen nahm an den Olympischen Spielen 1920 in Antwerpen in sieben Disziplinen teil und erreichte in sechs davon eine Top-Ten-Platzierung. In der Liegend-Position mit dem Armeegewehr gewann er im Mannschaftswettbewerb an der Seite von Vilho Vauhkonen, Voitto Kolho, Veli Nieminen und Magnus Wegelius die Bronzemedaille. Im Dreistellungskampf mit dem Freien Gewehr verpasste er dagegen als Vierter mit der Mannschaft einen weiteren Medaillengewinn. Eine zweite Bronzemedaille sicherte er sich schließlich in der Mannschaftskonkurrenz des Laufenden Hirschs im Einzelschuss, als er mit Yrjö Kolho, Robert Tikkanen, Nestori Toivonen und Magnus Wegelius den zweiten Platz hinter Norwegen vor den Vereinigten Staaten belegte.
Lappalainen gewann zwei Titel bei finnischen Meisterschaften. Er bekleidete nach seiner aktiven Karriere zeitweise das Präsidentenamt des finnischen Schützenbundes.